# Подземные водозаборы Северо-Крымского канала
Подземные водозаборы Северо-Крымского канала — три группы артезианских скважин для подачи воды из подземных горизонтов в Северо-Крымский канал. Расположены на территории Джанкойского и Нижнегорского районов Республики Крым. Обеспечивают водоснабжение населённых пунктов на юго-востоке Крыма, в том числе Феодосию, Судак и Керчь, даже при исчерпании ресурсов Белогорского и Тайганского водохранилищ.
Проектирование и бурение скважин началось в 2014 году, прокладка временных водоводов к точке сброса в канал — в марте 2015 года. В 2015—2018 годах поставки шли с двух водозаборов по временным трубопроводам. В 2017—2018 годах построено 38 км магистральных водоводов к точкам сброса в Северо-Крымский канал и проведён демонтаж временных. Также произведено проектирование и ведётся строительство магистрального водовода до городов Керчь и Феодосия, которое планируется завершить в 2020 году. Его стоимость оценивается в 32 млрд рублей, общая протяжённость составит 192 км.
Глубина скважин составляет от 110 до 180 метров. Планируемый объём — 195 тыс. м³ в сутки и 40 млн м³ в год. С конца 2018 года фактические объёмы составляют 146 тыс. м³ в сутки.

## Водозаборы
Вариант разработки месторождений подземных вод на севере полуострова в Джанкойском и Нижнегорском районах стал рассматриваться в апреле 2014 года.
Первые работы по бурению 32 из 36 разведочно-эксплуатационных скважин были завершены в тот же год. Работы выполнялись буровыми установками УРБ-ЗАЗ, БА-15 и УКС-22. Дебит каждой скважины составляет 250—320 м³/ч. Запасы месторождений и максимально допустимый отбор были утверждены ещё 22 марта 1991 года и с тех пор с максимальной нагрузкой не эксплуатировались.
В сентябре 2016 года на незадействованных в работе по временной схеме скважинах Нежинского водозабора ГУП РК «Крымгеология» проводились технологические мероприятия по оценке запасов подземных вод. Нежинский и Просторненский водозаборы используют ресурсы Белогорского месторождения подземных вод, Новогригорьевский водозабор — Северо- Сивашского месторождения.
Проектом предусматривается установка на каждом водозаборе по два резервуара чистой воды ёмкостью 400—2400 м³ и станции второго подъёма. Мощность оборудования на Нежинском водозаборе составляет 4 МВт, Новогригорьевского — 1,8 МВт, Просторненского — 1,7 МВт.
В комплекс одного водозабора входят:
- 12 скважин (10 эксплуатационных и 2 резервных),
- ограждаемый периметр (длиной от 1900 до 2000 м),
- насосная станция,
- помещение диспетчерского пункта,
- местная электроподстанция.

В апреле 2016 года подача воды по временной схеме в Северо-Крымский канал осуществлялась в объёме 60 тыс. м³ в сутки с Нежинского водозабора и 10 тыс. м³ в сутки — с Просторненского Объём выполненных работ по водозаборам составлял 85 %.
В июле  готовность Нежинского и Новогригорьевского водозаборов составляла 95 %, Просторненского водозабора — 87 %.
В сентябре по временной схеме были задействованы 24 нитки временного трубопровода ПМТП-150 «Просторненский водозабор — СКК» и 7 скважин с расходом 32…37 тыс. м³ в сутки и 24 нитки «Нежинский водозабор — СКК» и 7 скважин с расходом 32…36 тыс. м³ в сутки.
В июле 2018 года подача воды составляла 126 тыс. м³ воды в сутки, в ноябре увеличилась до 146 тыс. м³ воды в сутки.

### Нежинский
Нежинский стал первым водозабором, из которого 27 марта 2015 года началось тестовое заполнение Северо-Крымского канала со скоростью 5 тыс. м³ в сутки.
Получил название от села Нежинское, на южной окраине которого расположен.
Глубина скважин водозабора составляет 185 м, общая производительность — 75 тыс. м³ в сутки.
Прокладка полевого трубопровода выполнялась вручную, поскольку использовать автоматизированный способ не позволял ландшафт. Из Мулино было доставлено 27 тысяч труб длиной по 6 м, общей протяжённостью 160 км.
К 1 апреля трубопроводным батальоном ЗВО было проложено 8 ниток временного трубопровода, каждая протяжённостью по 5,17 км. К концу апреля было проложено 14 ниток, 7 ниток включены в работу.
Точка сброса расположена в районе насосной станции № 56-а ГБУ РК «Джанкойское МУВХ».
Для предупреждения потерь воды из нижнего бьефа на подпорном сооружении ПС-4 (ПК 2214+39) выполнены работы по укладке мешков с песком.
В конце мая четыре скважины давали 15-16 тыс. м³ в сутки.
4 июня начальник пресс-службы Западного военного округа сообщил, что военные развернули 24 линии полевого трубопровода, общей протяжённостью 124 км и возвращаются в Нижегородскую область.
В конце августа 2015 года водозабор поставлял 50 тысяч м³ в сутки. К этому времени было получено 4 млн м³.

### Просторненский
45°39′38″ с. ш. 34°41′33″ в. д.
Для переброски воды с Просторненского водозабора по временной схеме военными были проложены 24 нитки временного трубопровода. Монтаж выполнялся трубопроводным батальоном ВВО. Протяжённость одной нитки составляет 9,5 км.
Расположен на северо-западной окраине села Просторное.
Глубина артезианских скважин водозабора составляет 165 м, общая производительность — 75 тыс. м³ в сутки. Стоимость работ на первом этапе — 117 млн рублей.
Одной из работ, которую нужно было выполнить на объекте, является водопонижение. Для этого рассматривается возможность переноса сбросного канала, а также реконструкции системы водоотведения.
Прокладка 24 линий временного трубопровода началась в апреле и была завершена в июне 2015 года. Работы велись трубопроводным батальоном бригады материально-технического обеспечения Восточного военного округа (ВВО) с местом постоянной дислокациив в Бурятии. В общей сложности к работам было привлечено 300 военнослужащих и 90 единиц военной и специальной техники. Общая протяжённость 24 ниток полевых трубопроводов от Просторненского водозабора до Северо-Крымского канала составила 288 км.
Пробный запуск водозабора был произведён 10 декабря 2015 года после подключения к сетям «Крымэнерго». До конца года было подано 50 тыс. м³.
В марте 2016 года принято решение об установке запорно-регулирующей арматуры на гребне Просторненского водозабора.
С апреля 2016 года начата переброска воды в канал, к 18 мая было подано 395,3 тыс. м³.
26 апреля работало две скважины, к курортному сезону планировался запуск ещё шести.
В 2016 году скважинами Просторненского водозабора было поднято 6786,6 тыс. м³ подземных вод и по временным трубопроводам ПМТП-150 «Просторненский водозабор-СКК» подано для водоснабжения населения Керчи и Феодосии. В феврале 2017 года водозабор был передан на баланс Джанкойскому филиалу ГБУ РК "Крыммелиоводхоз.
6 августа 2018 года Просторненский водозабор возобновил свою работу после окончания работ по техническому присоединению водоводов площадки водозабора к напорному трубопроводу. Подрядчиком АО «ОЭК-ГТ» были выполнены работы по монтажу затворов, тройников, отводов и труб Д-800 мм для подключения скважин по временной схеме. Работники Джанкойского филиала ввели в работу дополнительно 2 насосных агрегата. В работе находилось 9 скважин с ежесуточной водоподачей до 50 тыс. м³.

### Новогригорьевский
Новогригорьевский расположен возле реки Салгир, южнее Северо-Крымского канала.
Глубина скважин составляет 113 м, общая производительность — 45 тыс. м³ в сутки.
Бурение скважин началось в октябре 2014 года. Старт работам дал лично Глава Республики Крым Сергей Аксёнов.
Было пробурено 12 скважин, из них 2 — резервные, предполагаемый дебет — 56,1 л/сек.
К 30 января 2015 года было выполнено устройство восьми камер для скважин, подготовка армирования под резервуар чистой воды, устройство подъездных дорог, монтаж 170 панелей ограждения санитарно-защитной зоны. Оборудование было закуплено на 100 %, материалы — на 70 %.
Скважины были оборудованы электропогружными насосами марки ЭЦВ 12-200-105, производительностью 200 м³/час. Построен сборный водовод от скважин диаметром 400 мм до РЧВ (аванкамер) и два РЧВ по 400 м³.
13 февраля 2017 года Новогригорьевский водозабор был принят на баланс Нижнегорского филиала ГБУ РК «Крыммелиоводхоз».
К определению запасов приступили в марте 2017 года, для этого водозабор был подключён к электрическим сетям. Были установлены два трансформатора 10/0,4 кВ по 400 кВА. Также скважины были подключены к временным трубопроводам ПМТП-150. Работы по определению дебета скважин были полностью завершены в 2017 году.
Также в 2017 году АО «Объединённая энергетическая компания» завершила строительство двух ниток напорных водоводов диаметром 630 мм протяжённостью 29,5 км до села Октябрьское Советского района, где будет построена НС второго подъёма, и приступила к испытаниям водоводов.
В марте 2019 года для обеспечения работы в эксплуатационном режиме не менее 10 скважин была произведена замена ВРУ-0,4 кВ с увеличением мощности с 350 до 600 кВт.

## Водопроводы

### Временные
В январе 2015 года в связи с тем что проектные работы по магистральному водопроводу ещё не были завершены, было принято решение задействовать трубопроводные войска для прокладки временных водопроводов для гарантированного обеспечения водой восточных регионов к началу курортного сезона.
Пропускная способность планировалась порядка 100 тыс. м³ в сутки с двух водозаборов — Просторненского и Неженского, что позволяло обеспечить население Восточного Крыма питьевой водой до конца 2015 года.
В марте к работам были привлечены трубопроводные батальоны отдельных бригад материально-технического обеспечения (МТО) Западного и Восточного военных округов.
Первоначально планировалась прокладка 48 линий магистрального трубопровода общей протяжённостью 372 км. Но позднее было принято решение увеличить общую протяженнось до 412 км. К работам были привлечены 500 военнослужащих и 200 единиц техники.
К началу мая трубопроводные подразделения Западного и Восточного военных округов завершили монтаж 16 линий трубопровода, велась одновременная прокладка 25 линий, общая протяжённость проложенных магистралей составляла 340 км.
В Северо-Крымский канал с водозаборов были поданы первые 300 тыс. м³ пресной воды.
Расстояние от Нежинского водозабора до Северо-Крымского канала составляет 6 км, от Просторненского — 9,5 км.
В 2015 году по линиям полевого магистрального трубопровода было подано 8,5 млн м³.
.
За неполные два года работы, к марту 2017 года, с двух водозаборов по временным трубопроводам было подано 32 млн м³.
Решение о демонтаже временных трубопроводов ПМТП-150 «Просторненский водозабор — СКК» и «Нежинский водозабор — СКК» было принято в ноябре 2018 года.

### Магистральные к точкам сброса
Согласно проекту первая очередь магистрального водовода от Нежинского, Просторненского, Новогригорьевского водозаборов до точек сброса в Северо-Крымский канал будет иметь протяжённость 38 км с 13 камерами переключения между нитками.
Первый сброс будет общим для Нежинского и Просторненского водозаборов. Общий водовод от Нежинского проложат строго на юг, точка сброса будет располагаться восточнее села Межевое, у насосной станции расположенной возле моста.
Второй сброс будет обслуживать Новогригорьевский водозабор и будет располагаться возле села Чернозёмное. Длина водовода составит более 20 км.
Осуществлять переброску воды через Северо-Крымский канал планируется только при дефиците водоснабжения Керчи и Феодосийско-Судакского региона. После строительства водовода до Керчи, водоводы к Северо-Крымскому каналу будут обеспечивать аварийное водоснабжение.
В марте 2015 года был установлен публичный сервитут по трассам будущих водоводов.
1 февраля 2016 года был определён исполнитель работ по объекту «Строительство тракта водоподачи от Нежинского, Просторненского и Новогригорьевского водозаборов с предусматриваемыми сбросами в Северо-Крымский канал (1-й этап)» и стоимость работ — 4 млрд рублей.
Глава Минприроды России Сергей Донской сообщил, что по данным на 5 мая 2016 года, суммарное наполнение наливных водохранилищ — основных источников водоснабжения восточных районов Крыма составляет 35,8 млн м³, что на 5 млн меньше, чем на аналогичную дату прошлого года. И для надёжного обеспечения Керчи, Феодосийского и Судакского районов водой, необходимо осуществить строительство первой очереди тракта водоподачи.
Строительство первого тракта до насосной станции НС-1, объединяющей два водовода, началось в октябре 2016 года. На водоводах от водозаборов до НС-1 построены сбросные камеры СК-1 и СК-2.

### Магистральный в Керчь
Строительство магистрального водопровода в Керчь требуется для сохранения высокого качества вод и уменьшения потерь на просачивание и испарение с водного зеркала, как это происходит при транспортировке по Северо-Крымскому каналу. Артезианская вода будет подаваться на очистные станции Феодосии и Керчи.
Для надёжности, водовод будет двухниточным — с камерами переключения через каждые 5 км.
Длина составит 192 км.
Глубина заложения — от 2 до 3 м. Пересечение с водными преградами будет выполняться в дюкерах на глубине до 5 м. Одна из насосных станций будет располагаться возле села Октябрьское. Отвод до Феодосии будет начинаться от села Владиславовка, возле которого расположена насосная станция № 16 Северо-Крымского канала, подающая воду в Феодосийское водохранилище. Конечной точкой в Керчи станет «камера переключения на территории верхнего бьефа водопроводных очистных сооружений» на 5-м километре Феодосийского шоссе.
Управлять водозаборами и каскадом насосных станций будет диспетчерская расположенная на Нежинском водозаборе.
В диспетчерской будет отслеживаться: работа каждой артезианской скважины, уровни воды в резервуарах, работа насосов на насосных станциях второго подъёма, давление на выходе с насосной станции, объём подачи воды каждым водозабором, аварийный режим оборудования.
К февралю 2015 года были на 100 % завершены инженерно-геологические и инженерно-геодезические изыскания по трассе магистрального водовода с каскадом насосных станций.
Официальное название проекта — «Строительство водовода с каскадом насосных станций и РЧВ от Нежинского и Просторненского водозаборов до г. Керчи». Разработка проектной и рабочей документации включая согласование и проведение экспертизы должна быть завершена в июне 2015 года.
Планируемый срок ввода в эксплуатацию — декабрь 2020 года.